# Київський міський окружний адміністративний суд
Київський міський окружний адміністративний суд — місцевий спеціалізований адміністративний суд першої інстанції, юрисдикція якого поширюватиметься на місто Київ.

## Історія
Окружний адміністративний суд міста Києва був заснований 2004 року. Як стверджують журналісти-розслідувачі та правозахисники, за час свого існування ОАСК став одіозним символом суддівської корупції та кругової поруки.
Електронну петицію щодо ліквідації ОАСК на вебсайті Офіційного інтернет-представництва Президента України підтримали понад 25 тисяч громадян України.
Президент України В. Зеленський вніс до Верховної Ради України законопроєкт «Про ліквідацію Окружного адміністративного суду міста Києва та утворення Київського міського окружного адміністративного суду», який було прийнято і підписано 13 грудня 2022 року — невдовзі після запровадження санкцій Держдепу США відносно голови ОАСК Павла Вовка.
Згідно з прийнятим Законом, ліквідовується Окружний адміністративний суд міста Києва, натомість створюється Київський міський окружний адміністративний суд із місцезнаходженням у місті Києві. Територіальна юрисдикція КМОАС поширюється на місто Київ. Передбачено, що до початку роботи новоутвореного суду справи, підсудні окружному адміністративному суду, територіальна юрисдикція якого поширюється на місто Київ, розглядаються та вирішуються Київським окружним адміністративним судом. З дня початку роботи КМОАС Київський окружний адміністративний суд невідкладно передає йому відповідні справи.
Закон «Про ліквідацію Окружного адміністративного суду міста Києва та утворення Київського міського окружного адміністративного суду» набрав чинності 15.12.2022 р.
28 лютого 2023 КМОАС зареєстрований як юридична особа.
3 серпня КМОАС повідомив про утворення 51 вакантної посади судді. 31 липня затверджено тимчасову структуру та тимчасову штатну чисельність суду (51 суддя, 166 працівників апарату суду).
Суд був ще раз утворений Законом «Про внесення змін до Закону України „Про судоустрій і статус суддів“ та деяких інших законодавчих актів України щодо утворення та функціонування Київського міського окружного адміністративного суду та Київського міського апеляційного адміністративного суду», прийнятим 26 лютого 2025 року. Створення двох нових судів замість Окружного адміністративного суду міста Києва входило в перелік маяків Міжнародного валютного фонду та Європейського Союзу.
Київський міський окружний адміністративний суд та Київський міський апеляційний адміністративний суд розпочинають роботу не пізніше ніж через десять днів з дня призначення щонайменше половини від їх кількісного складу.

## Компетенція
Місцевий адміністративний суд при здійсненні судочинства керується Кодексом адміністративного судочинства України. Він розглядає адміністративні справи, тобто публічно-правові спори, у яких хоча б однією зі сторін є орган виконавчої влади, орган місцевого самоврядування, їхня посадова чи службова особа або інший суб'єкт, який здійснює владні управлінські функції. Іншою стороною є приватний елемент (громадянин, юридична особа приватного права тощо).
До числа адміністративних справ належать, зокрема, спори фізичних чи юридичних осіб із суб'єктом владних повноважень щодо оскарження його рішень (нормативно-правових актів чи правових актів індивідуальної дії), дій чи бездіяльності; з приводу прийняття громадян на публічну службу, її проходження, звільнення з публічної служби; щодо виборчого процесу тощо. В окремих випадках адміністративний суд розглядає справи за зверненням суб'єкта владних повноважень.
Адміністративний суд розглядає справу, як правило, за місцезнаходженням відповідача, тобто якщо офіційна адреса відповідача зареєстрована на території юрисдикції цього суду.

### Виключна компетенція КМОАС
Згідно зі змінами до Кодексу адміністративного судочинства України, наступні адміністративні справи вирішуються КМОАС:
- щодо оскарження актів, дій чи бездіяльності Кабінету Міністрів України, міністерства чи іншого центрального органу виконавчої влади, Національного банку України чи іншого суб'єкта владних повноважень, повноваження якого поширюються на всю територію України, крім окремих випадків;
- за позовом Антимонопольного комітету України у сфері державної допомоги суб'єктам господарювання;
- щодо здійснення державного регулювання, нагляду і контролю у сфері медіа;
- щодо скасування реєстрації політичної партії;
- щодо оскарження рішень конкурсних комісій з організації/проведення конкурсу/відбору на чільні посади:
  - Спеціалізованої антикорупційної прокуратури;
  - Директора Національного антикорупційного бюро України, Комісії з проведення зовнішньої незалежної оцінки (аудиту) ефективності діяльності Національного антикорупційного бюро України;
  - Голови Національного агентства з питань запобігання корупції;
  - Голови Національного агентства України з питань виявлення, розшуку та управління активами, одержаними від корупційних та інших злочинів;
  - Директора Бюро економічної безпеки України;
  - керівника центрального органу виконавчої влади, що реалізує державну митну політику;
  - органу, що здійснює дисциплінарне провадження щодо прокурорів;
- щодо оскарження рішень, дій чи бездіяльності Центральної виборчої комісії (крім визначених випадків), дій кандидатів на пост Президента України, їх довірених осіб;
- про заборону політичної партії;
- щодо оскарження рішень Національного агентства з питань запобігання корупції про відмову у наданні державного фінансування статутної діяльності політичної партії або про зупинення (припинення) державного фінансування статутної діяльності політичної партії.

Адміністративні справи з приводу оскарження рішень Антимонопольного комітету України з розгляду скарг про порушення законодавства у сфері публічних закупівель, адміністративні справи, відповідачем у яких є дипломатичне представництво чи консульська установа України, їх посадова чи
службова особа, вирішуються цим судом.
Рішення спеціально уповноваженого органу про продовження зупинення фінансових операцій оскаржуються до цього суду.
Справи щодо здійснення державного регулювання, нагляду і контролю у сфері медіа, розглядаються цим судом.
Також до цього суду звертаються у випадках, передбачених Законом України «Про державну допомогу суб'єктам господарювання».

## Керівництво
Голова суду —
 Заступник голови суду —
 Керівник апарату —